# Главном улицом
„Главном улицом“ је седми студијски и осми албум групе Парни ваљак, сниман и миксован у загребачком студију J.M. Sound у пролеће 1983. године. Исте године албум је објавила издавачка кућа SUZY. Аутор већине песама је Хусеин Хасанефендић, док песму „Не остављај ме самог“ ауторски потписује Срећко Кукурић, а песму „Заплеши са мном ову ноћ“ Растко Милошев. Клавијатуре је, као гост, одсвирао Рајко Дујмић. Пратећи успех претходних издања, чланови групе су задржали музички стил, једина промена се може уочити у томе да се на овом албуму уводе дувачки инструменти. 

## Списак песама
1. „Главном улицом“ – 2:20
2. „Као прије“ – 3:50
3. „Хајде кажи поштено“ – 4:02
4. „Требаш ми“ – 2:44
5. „Не зови“ – 2:37
6. „Ноћас ми се хоће“ – 2:36
7. „Ма 'ајде (гледај ствари мојим очима)“ – 2:52
8. „Не остављај ме самог“ – 1:40
9. „Заплеши са мном ову ноћ“ – 4:05
10. „Кажи ми“ – 2:04
11. „Наташа“ – 3:05
12. „А ја бих са врагом склопио савез“ – 3:32